# Apoio logístico integrado
Apoio logístico integrado ou ALI, quando tradução na língua português brasileiro de Integrated logistics support, refere-se ao gerenciamento disciplinado e unificado (num só processo) das disciplinas técnicas da Logística, em benefício do desenvolvimento de produtos e fornecimento de serviços.
Este entendimento tem origem nas considerações sobre Integrated logistics support , extraídas da obra de JONES, James V.
No Brasil, a introdução da prática do apoio logístico integrado se deu a partir do final do século passado, mais frequentemente no ambiente militar, como processo gerencial e metodologia.

## Definição do ALI
O ALI refere-se à aplicação do processo Integrated logistics support (ILS) originário dos Estados Unidos.
Sua definição é a mesma que a do ILS, como citado por Jones, qual seja:
"gerenciamento disciplinado e unificado de todas as atividades necessárias para produzir o design de um sistema apoiável e uma razoável capacidade de apoio a fim de atender a um conjunto predeterminado de objetivos mensuráveis, tudo com um custo de posse aceitável."

## Fundamentos do ALI
Os princípios que fundamentam o ALI são os mesmos princípios que fundamentam o ILS, e formam a base para que seja alcançado o maior nível de capacitação de um sistema para prestar apoio logístico, com um custo de posse aceitável.
De fato, se deve existir um equilíbrio apropriado entre as características de desempenho e as de apoiabilidade de um sistema primário complexo (por exemplo, um sistema de defesa), e se sua implementação depende de razoável investimento tanto no design do sistema como na sua infraestrutura de apoio, o ILS tem demonstrado ser a melhor abordagem para se alcançar tal equilíbrio. Da mesma forma, o ALI.
Partindo-se dos propósitos do ILS, pode-se inferir que os propósitos do ALI, sob o ponto de vista dos fornecedores, devem ser os de otimizar os lucros e seus retornos de investimento; aumentar as capacitações técnicas; aumentar suas participações nos mercados e satisfazer plenamente os requisitos de seus clientes. por meio de atividades que visam a 
- participar no desenvolvimento ou seleção do design de produtos; e
- planejar e desenvolver o apoio logístico à produtos.

Este artigo trata do Apoio logístico integrado (ALI) desde que processo e metodologia praticados segundo os mesmos fundamentos do ILS na origem, embora com as adaptações que se fizerem necessárias decorrentes, entre muitas, de aspectos culturais, legislação particular de cada país, capacidade tecnológica, etc. E como tradução deve ser, assim, compreendida.

## Origem do ALI
Essa metodologia foi adotada no Brasil, no mínimo em face da necessidade de aplicação de técnicas modernas durante o boom de construção naval militar nos anos 80. Seus fundamentos derivam do ILS praticado nos EUA. Para maior clareza na compreensão do que seja o ALI, seguem-se algumas considerações relativas a alguns pontos relevantes da evolução do ILS no país de origem, os Estados Unidos da América (EUA).
A aplicação formal do ILS nos EUA, como programa, iniciou-se no ambiente militar (Exército dos Estados Unidos da América). Tal se deve ao fato de que o programa do ILS teve origem quando a técnica de análise de custo-benefício custo-benefício , ou custo-eficácia, foi introduzida no Departamento de Defesa daquele país (DoD USA), no início de 1960.
O ILS naquele país só veio a se firmar com processo, em 1980  principalmente devido ao desenvolvimento da Análise de apoio logístico (de Logistics support analysis na origem). Hodiernamente, é uma metodologia de análise e um processo de gerenciamento de aceitação internacional, sendo aplicado virtualmente em todos os programas de obtenção de sistemas tecnologicamente complexos e caros, produzidos pelo homem tanto no meio militar como no civil.
No país de origem, seus defensores sentiam, inicialmente, que a sua implementação era muito lenta, enquanto opositores contestavam o método dizendo que sua implantação tinha se dado muito dolorosamente, confrontando muitos hábitos e diretivas já praticados em cada Força Armada dos EUA.

Tais declarações alertam para as dificuldades de praticar o ALI em outros países, indicativas que são da existência de dificuldades na implantação e implementação de processos semelhantes em outras culturas.
Em análises de custo-benefício realizadas no passado , nas Forças Armadas dos EUA, os custos de obtenção e de operação de sistemas de armas propostos eram relacionados aos seus "benefícios" ou "resultados". Pelo mecanismo de comparar tais dados com valores correspondentes de sistemas alternativos, chegava-se à decisão quanto ao sistema mais eficaz, quando então era feita a substituição do anterior. Entretanto, muito embora os custos da manutenção e do apoio aos sistemas propostos pudessem ser significativos, e em alguns casos mesmo, superiores aos custos iniciais de obtenção, eles eram frequentemente negligenciados.
Uma das principais razões para negligenciá-los era a falta de capacidade em quantificar e relacionar os custos do apoio e da manutenção a um sistema de armas operacional já existente. Se esses custos reais não eram levantados, tornava-se quase impossível estimá-los para o caso de um sistema proposto, ou conceitual. Assim, nem todos os custos relevantes eram levados em consideração, e nem sempre era incluído o planejamento para o apoio logístico no projeto e desenvolvimento do sistema de armas daquele país.
Isto não quer dizer que o planejamento logístico nos EUA fosse inteiramente negligenciado. Ele era feito, mas numa fase muito mais tarde, no decorrer do ciclo de vida dos sistemas , sendo feito por especialistas funcionais (planejadores de abastecimento, manutenção, pessoal, e transporte) que trabalhavam isolados um dos outros, e sem meios de relacionar suas decisões, e elas, ao conjunto.
Em meados de 1964 o Assistant Secretary of Defense (EUA) dirigiu sua atenção para essa deficiência, estabelecendo linhas de ação e objetivos para regulamentar o procedimento dos Serviços Militares americanos para o desenvolvimento ordenado e sistemático do processo do ILS, nos principais sistemas e equipamentos. Esse apoio devia ser planejado tanto para modificações nos meios já existentes, como para novos projetos.
No Reino Unido a técnica foi adotada no ano 1963, no ambiente militar, pelo MoD UK e, em 1993, foi tornada de aplicação obrigatória para a obtenção da maioria dos equipamentos daquele Ministério.

## O programa do ALI
Um programa brasileiro do ALI, ao existir, deve seguir os moldes do programa do ILS na origem. Por isso, alguns documentos que fundamentaram a implantação do ILS no país de origem são aqui citados, pois até hoje, devidamente adaptados às peculiaridades de cada cultura, têm servido de referência para a implantação do ILS em outros países.
Foram fundamentais para o desenvolvimento do ILS no país de origem (EUA) as Diretivas da série 5000 , e as MIL-STD 1388-1A Logistics Support Analysis (1983) e MIL-STD 1388-2B DoD Requirements for a Logistic Support Analysis Record.
Uma Diretiva importante do DOD (EUA), a 4100.35, define o ILS como:

"Um conjunto de elementos necessários para assegurar o apoio eficaz e econômico de um sistema ou equipamento em todos os níveis de manutenção ao longo do seu ciclo de vida programado"
enfatizando que ele é

"caracterizado pela harmonia e coerência obtida entre cada um de seus elementos e níveis de manutenção."

Naquela Diretiva foram listados os seguintes elementos do ILS: (1) - manutenção planejada; (2) - pessoal de apoio logístico; (3) - dados e informações técnicas de caráter logístico; (4) - equipamentos de apoio; (5) - sobressalentes e itens de reparo; (6) - facilidades; (7) - manutenção contratual.

O objetivo primário do programa do ILS no DOD (EUA) foi o de assegurar que o apoio logístico para os sistemas e equipamentos fosse planejado, obtido e gerenciado, como um todo integrado, a fim de obter o máximo da prontificação do material e a máxima eficácia do custo otimizado.
Os Serviços Militares estadunidenses, naquela ocasião, foram direcionados para desenvolver planos de ILS para novos sistemas ou equipamentos ao mesmo tempo do desenvolvimento de requisitos de desempenho, o mais cedo possível, na fase conceitual. O custo do apoio logístico de um sistema ou equipamento efetivamente operacional devia ser considerado como inerente no custo total do seu fornecimento (ou da sua produção, e o dispêndio anual em recursos e fundos para seu apoio logístico deveria ser considerados na avaliação de projetos propostos ou planejados. Mais ainda, era orientação que cada projeto incluísse um plano para testes funcionais, ou ambientais, ou análise para avaliar o quanto o apoio logístico planejado durante a fase conceitual poderia, de fato, contribuir para manter o sistema ou equipamento eficazmente e economicamente.
Tal Diretiva chamava a atenção de que o desenvolvimento do ILS era um processo dinâmico e do tipo que requeria a participação ativa de logísticos qualificados em todas as fases do desenvolvimento de projetos de modo a assegurar que requisitos qualitativos e quantitativos de apoio fossem incluídos nas especificações. A cooperação dos fornecedores que trabalhavam para o DOD (EUA) era considerada essencial para o sucesso do programa, sendo essa a razão pela qual os desempenhos dos fornecedores devem ser avaliados por ocasião da aplicação do processo.
Vários tópicos específicos de abordagem por ocasião da gênese do ILS no ambiente militar já eram objetos documentados em Standards, especificações, normas, regulamentos, instruções, etc, tanto na iniciativa militar e privada dos EUA, como na Europa, e também em outros países de reconhecida capacidade industrial e cultura militar.

O ILS pode ser visto sobre o aspecto da consolidação de muitas dessas normas internacionais, na tentativa de reunir um corpo único de práticas que contribuam , cada vê mais, para a otimização do processo de obtenção de sistemas cada vez mais intensivos em tecnologia, com ciclos de vida de tecnologias cada vez mais curtos, num ambiente de globalização de mercados, de escassez de recursos, de atendimento de necessidades sociais específicas de cada país, de culturas e hábitos diferentes, enfim, uma interminável série de fatores. Tal indica a grande dificuldade na implementação de um processo desta natureza.

## Propósito atual do ALI
O propósito atual do ALI, o mesmo do ILS, é o de - garantir que considerações sobre a apoiabilidade de um sistema ou um item de equipamento sejam consideradas durante o seu design e seu desenvolvimento. Isto é alcançado pela fixação das seguintes metas: 

## Metas do ALI
Segundo o ponto de vista do cliente comprador, infere-se que sejam metas do ALI as mesmas indicadas por Jones para o ILS:
• Influenciar as decisões na fase do design dos produtos de modo a melhorar a apoiabilidade e o apoio, em outras palavras influenciar no Design. O ALI, assim como o ILS, provê recursos importantes para identificar (o mais cedo possível) questões relacionadas com a confiabilidade, permitindo melhorias em sistemas ou peças a serem projetadas baseadas em resultados de análises de confiabilidade, manutebilidade, testabilidade ou disponibilidade referentes aos sistemas em obtenção.
O principal esforço analítico em que se baseia o ALI é a Análise de apoio logístico, durante a qual várias técnicas são praticadas. Exemplos de algumas dessas técnicas são o uso da Análise de modos de falha, efeitos e criticalidade FMECA em detalhadas análises funcionais e ou de peças, análises e ou avaliações de Árvores de eventos Event tree e Árvore de falhas Fault tree, Diagramas de bloco de confiabilidade Reliability Block Diagrams, Manutenção centrada na confiabilidade Reliability centered maintenance (RCM), Analise de nível de reparo Level of repair analysis LORA entre outras.
A influência no design pode decorrer ainda como resultado do uso do sistema de Relatório de falhas e ações corretivas Failure Reporting, and Corrective Action Systems(FRACAS) durante a fase de uso do sistema ou equipamento. O ALI, sendo realizado nos moldes do ILS, tem forte vinculação com os Sistemas de gerenciamento da segurança Gerenciamento da segurança de sistemas devido ao uso diversas fontes de dados comuns, tais como : a dos modos de falha; as de taxas de falhas e a das informações sobre os diversos mecanismos sobre os modos de falha; as dos efeitos dessas falhas sobre o sistema, e suas criticalidades; as de deteção de dados, de erros humanos e das tarefas de manutenção ou tarefas operacionais relacionadas; de predições, fatores humanos, e de resultados numéricos decorrentes da computação numérica da confiabilidade básica e confiabilidade operacional.
O ALI como o ILS, é um processo iterativo durante todo o design do sistema ou equipamento, de modo a garantir que sejam considerados todos os aspectos de apoiabilidade . Tal procedimento assegura que (a) sejam minimizadas (otimizadas) as tarefas de manutenção e de serviços de rotina e que elas podem ser executadas com suficiente facilidade, e (b) de que a utilização das técnicas e ferramentas existentes seja maximizada.
A fim de garantir que a apoiabilidade foi adequadamente considerada , o processo do ALI permite que seja requerido a demonstração da apoiabilidade dos sistemas ou equipamentos durante o estágio de Demonstração da Logística, força de trabalho e manutenção (conhecida como LMMD Logistics, Maintenance & Manpower Demonstration na língua de origem) .
O ALI, nos moldes do ILS pode, além do mais, prover inputs ou ser parte do sistema de qualidade , uma vez que o processo tem a capacidade de identificar as partes mais críticas, tanto da operação quanto do apoio , as quais podem necessitar da maior atenção sob o ponto de vista da qualidade.
Enfim, o gerenciamento do processo do ALI, nos moldes do ILS, facilita as especificações, o design, o desenvolvimento, a obtenção, os testes, a distribuição e colocação em serviço (comissionamento) e o apoio dos sistemas que serão obtidos, mas também tem utilidade relevante para sistemas e ou equipamentos já existentes.

## Processo do ALI
O ALI se aplica aos produtos nas três fases da Logística: a dos requisitos funcionais, a das definições físicas e a da utilização dos produtos. 

Referente ao processo de obtenção, o processo do ALI atua em todas as fases do ciclo de obtenção (pré-obtenção, obtenção e apoio) dos produtos aos quais se aplica.
O processo do ALI é extremamente flexível e aplicável em qualquer situação, como na obtenção de novos sistemas e naqueles já existentes e, também, tanto ao hardware quanto ao software.
As disciplinas técnicas da logística derivam dos elementos funcionais da Logística  e, em diferentes abordagens da Logística, como no ambiente militar, são referidas, na literatura militar brasileira, como funções logísticas, e se desenvolvem por meio de atividades técnicas e gerenciais.
Tendo em vista as metas declaradas do ALI, são levados em consideração aspectos da apoiabilidade dos produtos, não somente durante a fase de obtenção, mas por todo o ciclo de vida dos sistemas. Por essa razão o processo do ALI é inerente nas disciplinas Engenharia de Apoiabilidade, Engenharia Logística e Engenharia de Sistemas, embora não exclusivamente.
O ALI, como reflexo da aplicação da metodologia na origem, adota os elementos da Logística, referidos então como elementos do ALI. No MoD UK esses elementos são formalmente citados.):

### Aplicação
O processo do ALI se aplica normalmente à obtenção de sistemas tecnologicamente complexos e caros, como no ambiente militar dos EUA. Na iniciativa privada ele é aplicado, por exemplo, pela indústria automobilística, na indústria aeronáutica, etc.

O processo leva em consideração requisitos não funcionais e funcionais. Desse modo o processo do ALI se desenvolve, com relação aos primeiros, normalmente, em um ambiente onde sejam considerados, no mínimo, os requisitos não funcionais de confiabilidade, manutebilidade e testabilidade. Esses requisitos são essenciais para alcançar a disponibilidade desejada dos sistemas em obtenção. 
No esforço analítico que se desenvolve no processo do ALI são usados valores desses requisitos provenientes de um Programa de CDM (confiabilidade, disponibilidade e manutebilidade) a fim de que seja obtida a disponibilidade desejada.

## Elementos do ALI
Do conjunto de elementos da Logística deriva o conjunto das funções logísticas, entre as quais aquelas a serem abordadas pelo ALI (referidas como elementos do ALI). De um modo geral tem sido considerados os seguintes elementos do ALI na obtenção de sistemas tecnologicamente complexos, em correspondência aos denominados elementos da Logística.

- Planejamento da Manutenção (preventiva, preditiva e corretiva);
- Apoio de Suprimentos (peças sobressalentes); (e.g Standard ASD S2000M/obtenção de recursos;
- Equipamentos de apoio e de Testes/apoio aos equipamentos;
- Mão-de-obra e pessoal;
- Treinamento e apoio ao treinamento;
- Dados técnicos/Publicações; (e.g. Standard ASD S10000D)
- Apoio de recursos computacionais;
- Instalações físicas de apoio;
- Acondicionamento, manuseio, armazenagem e transporte (PHS&T);
- Interfaces do design.

Os elementos do ALI são desenvolvidos idealmente em coordenação com esforços da Engenharia de Sistemas, isto é, integrados ao projeto de modo a influenciá-lo, e integrados entre si. Podem ser requeridas negociações (trade-off]] )entre esses elementos a fim de se obter um sistema que tenha custo razoável (o menor custo do ciclo de vida do sistema) , operável, apoiável, transportável e ambientalmente bom.

## Planejamento do ALI
O planejamento das atividades do processo do ALI para um sistema deve ser consolidado em um Plano de ALI (PALI). O planejamento das atividades deve estar em consonância com a estratégia de obtenção de sistemas de defesa  e o programa deve ser apropriadamente dimensionado, uma vez que o principal esforço analítico do ALI, que é a Análise de Apoio Logístico, e as demais atividades, são normalmente dispendiosos e consumidores de tempo e recursos.

#### Citações
1. ↑   Supportability Engineering Handbook pg 1.4
2. ↑  Cursos sobre a construção de navios militares, ministrados na Diretoria de Engenharia Naval, Marinha do Brasil, pela Missão Naval Americana, 1980
3. ↑  Integrated Logistics Support Handbook pg 1.1.
4. ↑  segundo Jones, 2007, p. 11.1, custo de posse é o custo total incorrido para se ter e usar um sistema ou um Item. Inclui os custos de pesquisa e desenvolvimento, os custos de obtenção, os custos de operação, os custos de apoio e os custos de eliminação
5. ↑  JONES, 2007
6. ↑   Integrated Logistics Support Handbook Jones (JONES, 2006, p. 1.6)
7. ↑  (KUHLMAN:1969,pg 112
8. ↑  JONES:2006, p. 12.1.)
9. ↑  DoD Directive 5001.1 Defense Acquisition  e DoD Directive 5000.2, Defense Acquisition Management Policies and Procedures.
10. ↑  JONES:2006, pg 1.6
11. ↑  demontração da apoiabilidade
12. ↑  JONES:2006, pg 1.4
13. ↑  JONES:2006, pg 1.7
14. ↑  JONES:2006, pg 1.9-10
15. ↑  JONES:2006, pg 9.1
16. ↑  BLANCHARD:2004, pg 12.
17. ↑  MD42-M-02:2001, Doutrina de Logística Militar pg.21
18. ↑  BLANCHARD,Logistics Engineering and Management, 2006
19. ↑  Elementos categorizados pela Comitê que orienta sobre o apoio prestado por todo o ciclo de vida dos sistemas, do MoD UK, e promulgados pela DEF STAN 00-600
20. ↑  DoD Directive 5000.2R:2002, Os principais programas de obtenção de sistemas de defesa.
21. ↑  Características genéricas de quaisquer sistemas. JONES;2006, Capítulo 3.
22. ↑  O que o sistema deve fazer. JONES:2006, Capítulo 3
23. ↑  JONES:2006, pg. 5.1.
24. ↑  BLANCHARD, 2006, pg 11-12
25. ↑   MD42-M-02 Doutrina de Logística Militar. Brasília, 2001
26. ↑  Um balanço aceitável entre duas coisas opostas que se deseja.Longman. Dictionary of Contemporary English 3rd ed. 1995. Técnica de negociar entre coisas opostas desejáveis, cedendo numa para obter mais da outra
27. ↑  MIL-HDBK-502 Department of Defense Handbook Acquisition Logistics:1997, pg. 4-6. É uma estratégia de obtenção de sistemas de defesa que detalha os requistos , abordagens e objetivos de um programa de obtenção.
28. ↑  Análise de Apoio Logístico  tem por metas provocar considerações de apoio logístico que influenciem as decisões de design; identificar o mais cedo possível os problemas de apoio logístico e os fatores determinadores de custos; produzir os requisitos de recursos de apoio logístico necessários durante a vida do sistema; desenvolver uma base de dados única relativa ao apoio logístico. JONES:2006, pg. 12.2.

### Standards
a) AECMA 1000d (Documentação Eletrônica)
b) ASD S2000M (Aeronaves Militares. Aprovisionamento Inicial etc)Issue 4.0, dated January 2005)
c) Army Regulation 700-127 Integrated Logistics Support, 27 September 2007
d) Defence Standard 00-600 Integrated Logistics Support for MOD Projects
e) Federal Standard 1037C in support of MIL-STD-188
f) IEEE 1332, IEEE Standard Reliability Program for the Development and Production of Electronic Systems and Equipment, Institute of Electrical and Electronics Engineers.
g) MIL-STD-785, Reliability Program for Systems and Equipment Development and Production, U.S. Department of Defense.
h) MIL-STD 1388-1A Logistic Support Analysis (LSA)
i) MIL-STD 1388-2B Requirements for a Logistic Support Analysis Record
j) MIL-STD-1629A, Procedures for Performing a Failure Mode, Effects and Criticality Analysis
k) MIL-STD 1629b FMECA
l) MIL-STD-2173, Reliability Centered Maintenance Requirements, U.S. Department of Defense (superseded by NAVAIR 00-25-403)
m) OPNAVINST 4130.2A

### Handbooks
aa) JONES, James V. Integrated Logistics Support Handbook, 3rd edition. 2006
ab) JONES, James V. Supportability Engineering Handbook, 1st edition. 2007
ac) DEPARTMENT OF DEFENSE USA MIL-HDBK-502 Department of Defense Handbook Acquisition Logistics. Washington, DC, EUA: 1997. 139p.
ad) MIL-HDBK-217, Reliability Prediction of Electronic Equipment, U.S. Department of Defense.
ae) MIL-HDBK-338B, Electronic Reliability Design Handbook, U.S. Department of Defense.
af) MIL-HDBK-781A, Reliability Test Methods, Plans, and Environments for Engineering Development, Qualification, and Production, U.S. Department of Defense.
ag) MIL-HDBK-881, Work Breakdown Structure Handbook, U.S. Department of Defense, 2005.
ah) NASA PRA - Probabilistic Risk Assessment Handbook
ai) NASA Fault Tree Assessment Handbook